# Fury (film 1978)
Fury (The Fury) è un film del 1978 diretto da Brian De Palma. La sceneggiatura di John Farris è basata su un suo romanzo dallo stesso titolo.

## Trama
In Israele, l'ex agente governativo Peter Sandza e il figlio sensitivo Robin incontrano Ben Childress, il vecchio collega di Peter nell'agenzia. Sandza progetta di lasciare la sua vecchia vita e tornare negli Stati Uniti con il figlio, ma Childress si oppone e successivamente organizza un attacco terroristico per coprire il rapimento di Robin per la sua "protezione". Peter sopravvive per un pelo, mutilando Childress nel tentativo e scappando gravemente ferito, ma non è in grado di proteggere Robin.
Mesi dopo a Chicago, la studentessa delle superiori Gillian Bellaver scopre i suoi poteri psichici, tra cui la telecinesi e la percezione extrasensoriale, durante una dimostrazione in classe. Le manifestazioni incontrollate di questi poteri danneggiano le persone che la toccano fisicamente o la provocano. Si offre volontaria per frequentare il Paragon Institute, una struttura di ricerca residenziale che studia i poteri psichici negli adolescenti.
Nel frattempo, Peter ha rintracciato suo figlio a Chicago. Dopo essere sfuggito agli agenti di Childress, Peter incontra la sua ragazza Hester, un'infermiera della Paragon, che gli racconta di Gillian. Peter dice a Gillian che il direttore della Paragon sta collaborando con la PSI, un'agenzia segreta guidata da Childress che rapisce bambini sensitivi per usare i loro poteri come armi per il governo americano, gestendo e controllando i sensitivi tramite il lavaggio del cervello ed eliminando le loro famiglie.
Man mano che le abilità psichiche di Gillian aumentano, inizia ad avere visioni dell'Istituto che abusa di Robin, che ha tentato senza successo di fuggire, e alla fine si collega a lui telepaticamente. Sapendo che Gillian conosce troppo e che i suoi poteri stanno crescendo, Childress ordina che venga trasportata al quartier generale del PSI dove è tenuto Robin. Hester sente la conversazione di Childress e informa Peter, che pianifica un salvataggio, sperando di poter arrivare da Robin.
Il salvataggio ha successo, ma Hester viene uccisa nel processo. Gillian usa i suoi poteri per aiutare Peter a rintracciare Robin in una villa remota in campagna, dove Childress e la sua responsabile Susan hanno trascorso gli ultimi mesi a prepararlo e a fare esperimenti su di lui. Sebbene le capacità di Robin siano cresciute a livelli senza precedenti, diventa gradualmente sempre più instabile a causa della tensione psicologica delle macchinazioni dei suoi superiori. Mentre si trova in un parco divertimenti, usa i suoi poteri per uccidere uomini mediorientali facendo vacillare la loro giostra del parco divertimenti all'interno di Old Chicago e facendoli cadere dalla giostra, poiché crede che gli uomini mediorientali facciano parte del gruppo terroristico che ha ucciso suo padre.
Mentre Peter e Gillian si infiltrano nella villa, Robin percepisce la sua presenza. Credendo che il PSI intenda ucciderlo e sostituirlo con un altro sensitivo, alla fine perde i sensi, torturando e uccidendo telecineticamente Susan. Peter affronta suo figlio, ma Robin, ora folle, lo attacca furiosamente, viene scaraventato fuori dalla finestra e graffia Peter quando cerca di salvarlo dalla caduta. Quando Robin precipita a terra, Peter, sconvolto, si lancia dietro a suo figlio, uccidendosi.
Robin, agonizzante, sembra stabilire una qualche forma di contatto psichico con Gillian: infatti trasferisce i suoi poteri a lei, sottintendendo che si salverà da Childress e vendicherà la sua morte. La mattina dopo, Childress si avvicina a Gillian e inizia a manipolarla per farla entrare in contatto con lui. Comprendendo le sue intenzioni a lungo termine, la ragazza abbraccia pienamente le sue capacità psichiche e vendica la morte di Robin e Peter facendo esplodere il corpo di Childress.

## Curiosità
Jim Belushi appare in una scena come ospite del David Letterman Show.

## Riprese
Girato per lo più a Chicago e nella Lake Forest dell'Illinois. Pochi altri esterni sono stati girati a Caesarea in Israele.